# Riz sauvage
Zizania palustris
Pour les articles homonymes, voir Riz sauvage (homonymie).
Espèce
Zizania palustris, le riz sauvage ou zizanie des marais, est une espèce de plantes monocotylédones de la famille des Poaceae (graminées), sous-famille des Oryzoideae, originaire d'Amérique du Nord.
Ce sont des plantes herbacées, annuelles, aquatiques, aux tiges (chaumes) spongieuses, pouvant atteindre 3 m de long. L'inflorescence est une panicule composée d'épillets mâles et femelles distincts (espèce monoïque).
Ces plantes poussent dans des eaux dormantes (lacs peu profonds, cours d'eau calmes) et seules les inflorescences émergent. Les graines servent de nourriture à diverses espèces de la faune aquatique et étaient traditionnellement récoltées par les Amérindiens qui les faisaient égrener, avant maturité complète, dans des canots. À la différence du riz et des espèces du genre Oryza, Zizania palustris ne peut germer et croitre que dans un terrain recouvert d'eau.
Les premiers Français arrivés en Amérique du Nord ont appelé cette plante « folle avoine », expression qui était devenue aussi l'ethnonyme français des Menominis, un des peuples amérindiens qui pratiquaient cette cueillette. Manomin est le nom de la plante en ojibwé (algonquin).

## Description
Les grains, très allongés, sont de couleur noire. Ils sont plus longs pour les grains issus des lacs. Leur valeur nutritive est intéressante car ils sont riches en protéines, et particulièrement en lysine, acide aminé limité dans les autres céréales.

## Distribution et habitat
Proche du riz sur le plan botanique mais appartenant à un genre distinct, c'est une plante aquatique, présente à l'ouest et au nord des Grands Lacs en Amérique du Nord (États-Unis et Canada), surtout au Minnesota, dans la Saskatchewan, au Manitoba et en Ontario.
La plante pousse naturellement dans des plans d'eau peu profonds et calmes, mais on peut ensemencer aussi des zones marécageuses.

## Histoire
Le riz sauvage était récolté traditionnellement par les nations autochtones comme les Cheyennes, les Algonquins, les Dakotas, les Ojibwés... La moisson se faisait à la main, sur l'eau, en inclinant les longs panicules et en les battant de manière à faire tomber les graines dans les canots. Cette graine était la nourriture de base de ces nations.

## Culture
De nos jours il existe deux types de riz sauvage, celui qui pousse dans les lacs qui est récolté mécaniquement, à l'aide d'hydroglisseurs, ce qui a permis de réduire le coût de la main-d'œuvre pour la récolte, mais il ne s'agit pas d'une culture, plutôt d'une cueillette. Le deuxième type est le riz sauvage cultivé sur la terre ferme, un peu comme une céréale classique. Cette culture est surtout développée aux États-Unis.

## Liste des sous-espèces et variétés
Selon Tropicos (11 novembre 2017) (Attention liste brute contenant possiblement des synonymes) :
- sous-espèce Zizania palustris subsp. interior (Fassett) S.L. Chen
- sous-espèce Zizania palustris subsp. palustris
- variété Zizania palustris var. interior (Fassett) Dore, synonyme de Zizania aquatica L. var. interior Fassett (basionyme)
- variété Zizania palustris var. palustris, synonyme de Zizania aquatica L. var. angustifolia Hitchc.

## Utilisation

### Alimentation humaine
Le riz sauvage devient à la mode depuis quelques années et la demande pour cette céréale augmente fortement. Il est généralement mélangé au riz blanc dans le but de l'aromatiser.